# Општина Беочин
Општина Беочин се налази у Војводини, у Јужнобачком округу. Налази се на северу Срема, између Дунава и Фрушке горе, на територији од 186 km². Административно седиште и највеће место општине је Беочин. Према подацима са пописа 2022. године у општини је живело 13.875 становника (према попису из 2011. било је 15.726 становника).

## Насељена места
| - Баноштор - Беочин - Грабово - Луг | - Раковац - Свилош - Сусек - Черевић |

## Делови насељених места
У оквиру појединих насељених места општине Беочин, издвајају се одређене стамбене целине као што су Беочин Град, Беочин Село и Шакотинац у насељу Беочин, Стари Раковац, Нови Раковац и Думбово у насељу Раковац, Бразилија у насељима Черевић и Беочин, Корушка у насељеним местима Баноштор и Сусек, као и Ајмаш у насељеном месту Свилош.

## Становништво
| Према националности (2002)‍ | Према националности (2002)‍ | Према националности (2002)‍ | Према националности (2002)‍ | Према националности (2002)‍ |
| -------------------------- | -------------------------- | -------------------------- | -------------------------- | -------------------------- |
|                            |                            |                            |                            |                            |
| Срби                       | Срби                       |                            | 0                          | 68,17%                     |
| Роми                       | Роми                       |                            | 0                          | 6,51%                      |
| Словаци                    | Словаци                    |                            | 0                          | 5,96%                      |
| Југословени                | Југословени                |                            | 0                          | 5,35%                      |
| Хрвати                     | Хрвати                     |                            | 0                          | 4,70%                      |
| Мађари                     | Мађари                     |                            | 0                          | 1,79%                      |
| остало                     | остало                     |                            | 0                          | 7,52%                      |

| Етнички састав према попису из 2011.‍ | Етнички састав према попису из 2011.‍ | Етнички састав према попису из 2011.‍ | Етнички састав према попису из 2011.‍ | Етнички састав према попису из 2011.‍ |
| ------------------------------------ | ------------------------------------ | ------------------------------------ | ------------------------------------ | ------------------------------------ |
|                                      |                                      |                                      |                                      |                                      |
| Срби                                 | Срби                                 |                                      | 10.956                               | 69,67%                               |
| Роми                                 | Роми                                 |                                      | 1.422                                | 9,04%                                |
| Словаци                              | Словаци                              |                                      | 830                                  | 5,27%                                |
| Хрвати                               | Хрвати                               |                                      | 557                                  | 3,54%                                |
| Мађари                               | Мађари                               |                                      | 295                                  | 1,87%                                |
| остали                               | остали                               |                                      | 685                                  | 4,35%                                |
| Регионална припадност                | Регионална припадност                |                                      | 238                                  | 1,65%                                |
| неизјашњени                          | неизјашњени                          |                                      | 721                                  | 4,58%                                |
| укупно: 15.726                       |                                      |                                      |                                      |                                      |